# Arc de triomphe (Chișinău)
Pour les articles homonymes, voir Arc de triomphe (homonymie).
L'Arc de triomphe de Chișinău est un monument situé près de la cathédrale de Chișinău le long du boulevard Ștefan cel Mare au no 2 de la Place du Parlement en Moldavie.

## Histoire
L'arc de triomphe situé à Chișinău fut construit en 1841 par l'architecte I. Zavskevitch et sous l'impulsion du gouverneur de la Bessarabie de l'époque, Pavel Fiodorov (ro), pour commémorer la victoire de l'Empire russe sur l'Empire ottoman lors de la guerre russo-turque de 1828-1829. 
Jusqu'en 2011, l'arc de triomphe abritait à son second niveau une cloche de 6 400 kg. Celle-ci fut fondue à partir des canons turcs capturés lors du conflit. Le monument, ainsi que sa grande horloge, furent totalement restaurés en 1973.